# 宇宙刑事
《宇宙刑事系列》為日本東映製作的特攝TV連續劇，別名又稱作宇宙刑事三部作。在東映特攝作品裡是僅次於《假面騎士系列》、《超級戰隊系列》的人氣作品。
系列分為《宇宙刑事Gavan》、《宇宙刑事Sharivan》、《宇宙刑事Shaider》三部曲。「以金属的冶炼步骤为變身口号」 、「在FRP上鍍金的戰鬥服」、「镭射劍」、「在異空間的戰鬥」、「變身過程的旁白說明」等在當時來說是非常嶄新且劃時代的作品，對往後的特攝作品留下了深遠的影響。

## 系列电影

### 系列续作
21世纪《宇宙刑事Gavan》、《宇宙刑事Sharivan》、《宇宙刑事Shaider》陆续新拍。

系列首次单独电影化的《宇宙刑事Gavan THE MOVIE》于2012年10月20日公开上映。
主角为接任宇宙刑事Gavan的宇宙刑事Gavan type G的十文字击，魔空怪兽30年后再度出现，目标是宇宙刑事Gavan type G的十文字击的青梅竹马河井衣月，面对强大的敌人，先代宇宙刑事Gavan的一条寺烈大叶建二出手相助，担任特别行动队长。
原来一同与十文字击乘坐飞船并在太空遇难并疑似葬身太空的好友大熊远矢被东虎拉蛊惑对好友施以毒手，而十文字击却幸运地被先代宇宙刑事Gavan的一条寺烈救回，并加入银河联邦接下了宇宙刑事Gavan的代号，在大决战中第二代宇宙刑事Sharivan的日向快和第二代宇宙刑事Shaider的乌丸舟纷纷登场并赤射与烧结。
被三位宇宙刑事帮助的宇宙刑事Gavan type G打倒了新生的魔空，送走了大熊远矢告别河井衣月并乘坐塞巴利昂消失在天空中。连续在宇宙刑事系列三部曲登场的哥姆長官西沢利明也在此片中回归出演。

二次DVD化的《宇宙刑事 NEXT GENERATION》系列同时宣布拍摄。

《宇宙刑事Sharivan NEXT GENERATION》于 2014年10月10日公开发售。
时间观设定在《宇宙刑事Gavan THE MOVIE》之后，哥姆长官离任与哥顿长官新上任不久。第二代宇宙刑事Sharivan的日向快三浦力在与从小一同长大并一同进入银河联邦的好友宇宙刑事Estevan的正义馬場良馬调查魔空、魔多和风魔“复活”一案过程中面对好友的背叛，二人纷纷赤射和电着对战，最终懂得先代宇宙刑事Sharivan的伊贺电提出的“宇宙刑事是什么”的疑问的真正意义的日向快获得了胜利。

本片中先代宇宙刑事Sharivan的伊贺电渡洋史于日向快和正义的回忆中赤射为Sharivan，并且片尾又短暂登场。

《宇宙刑事Shaider NEXT GENERATION》于2014年11月7日公开发售。时间观设定与《宇宙刑事Sharivan NEXT GENERATION》几乎同时。
第二代宇宙刑事Shaider的乌丸舟岩永洋昭在独自一人调查魔空、魔多和风魔“复活”一案过程中突然发现一被绑架女孩，这个女孩竟然是新任长官哥顿的女儿希尔达。
面对搭档塔米的暴走又该如何？然而希尔达是一系列事件幕后黑手，长官哥顿为救女儿假扮曾经风魔的神官 玻，面对此情形三名宇宙刑事各自蒸着、赤射和烧结，救回了醒悟的希尔达

先代宇宙刑事Shaider的泽村大圆谷浩会以照片和安妮的回忆的形式在本片中登场。
本片中先代宇宙刑事Shaider的泽村大只是去了远方执行更加困难的任务，安妮森永奈绪美成为一名救助难民的医生，而连续在宇宙刑事系列三部曲登场的大山小次郎鈴木正幸竟成为能量局局长为银河联邦做事，宇宙刑事三部曲的主唱串田晃也于本片中片头客串一名服务生。

### 电影作品
- 宇宙刑事Shaider

1984年7月14日公開。
- 宇宙刑事Shaider 追踪！鹬鹬诱拐团

1984年12月22日公開。
- 《海賊戰隊豪快者 VS 宇宙刑事卡邦 The Movie》

2012年1月21日公開。
- 《假面騎士×超級戰隊×宇宙刑事 超級英雄大戰Z》

2013年4月27日公開。
- 《宇宙戰隊九連者 VS SPACE SQUAD》

2018年6月30日部分戲院期間限定上映。
- 《SPACE SQUAD 卡邦 VS 刑事連者》

2017年7月19日上映。